# ナショナル・エレクトリック・ビークル・スウェーデン
ナショナル・エレクトリック・ビークル・スウェーデン (National Electric Vehicle Sweden AB ) はスウェーデンの自動車メーカー。

## 概説
香港の環境エネルギー開発会社「ナショナル・モダンエナジー・ホールディングス」と日本の投資会社「サン・インベストメント」がそれぞれ51%・49%出資し、ナショナル・エレクトリック・ビークル・スウェーデン（NEVS）が発足。経営破綻したサーブ・オートモービルの資産を2012年6月13日に買収した。この買収には部品子会社やサーブ・9-5モデルの所有権は含まれない。買収後、NEVSは今後サーブ・9-3をベースとした電気自動車を市販し、サーブをEVメーカーに転身させる計画を明らかにした。
2013年12月、スウェーデンのトロルヘッタン工場において、ガソリン車のサーブ9-3の生産を2年ぶりに再開。EV市販までの間サーブブランドを継続させるための措置としていたが、2014年5月20日、NEVSは再び生産と停止したと明らかにした。2014年8月20日、トロルヘッタン工場において、サーブ『9-3 EV』のプロトタイプを初公開したが、8月28日にスウェーデンの裁判所に破産法の適応を申請した。これにより、スウェーデンの裁判所は債権者の保護のために以後生産される車両にサーブのブランド名の使用を禁止する決定を下した。NEVSの再建を巡ってはインドのマヒンドラ&マヒンドラが株の購入を打診したが物別れに終わった。
2015年5月、NEVSは中国企業2社との戦略的提携を発表し、6月には2社からの出資を受け天津で新工場の着工を開始した。天津では電気自動車製造の合弁会社を設立。2016年1月には中国の新興リース会社、パンダ・ニュー・エナジーにEVを15万台供給することで合意した。同年6月21日、2017年度よりブランド名を社名と同じNEVSに変更し、サーブを使用しないことを発表した。
これはサーブのブランド名を保有する親会社の意向を反映したとされる。
2017年1月25日、中国政府からEVの生産許可を取得したと発表。5月31日にNEVSは『9-3 EV』を発表した。2017年12月5日に中国天津工場から、NEVS『9-3 EV』の量産第一号車がラインオフした。
2019年1月に中国の恒大集団傘下の恒大健康産業集団（2020年9月に恒大汽車に社名変更）がNEVSの51％の株式を取得した。同年4月にはドイツのソノ・モーターズが2020年後半より、休眠状態にあるNEVSのトロルヘッタン工場で、太陽光発電で電力を補う電気自動車（SEV）の受託生産を開始すると発表。しかしその後恒大集団の経営危機により2021年秋にNEVSはトロルヘッタン工場の職員670人のうち半分近い300人を解雇。同年10月に恒大汽車はNEVSの売却を試みたが、買い手は見つからなかった。また、NEVSでのSEVの受託生産は実現せず、その後ソノ・モーターズは2022年4月にフィンランドのヴァルメト・オートモーティブとの間で受託生産に合意した。
天津工場は恒大汽車に引き継がれ、2021年10月に恒大汽車初の自社開発車であるSUVの「恒馳5」がラインオフ。2022年9月に量産が開始された。
2023年2月23日、NEVSは倒産を避けるため、会社の休眠計画を実行に移すと発表。全社員の9割以上にあたる320人を6カ月以内に解雇する予定とした。4月にはNEVSが開発した電気GTの「Emily」が公開された。同車は約350人の旧サーブのエンジニアにより2019年12月から10ヶ月間で開発され、6台が生産された。NEVSが同車を公開した背景には買収先を引きつけたい狙いがあるとされる。
2023年8月、NEVSはEmilyを元サーブの工場であるスウェーデン・トロルヘッタン工場で生産するために、スイスに関わりがあるとされる秘密の買い手との交渉が進行していると報じられた。

## 車種

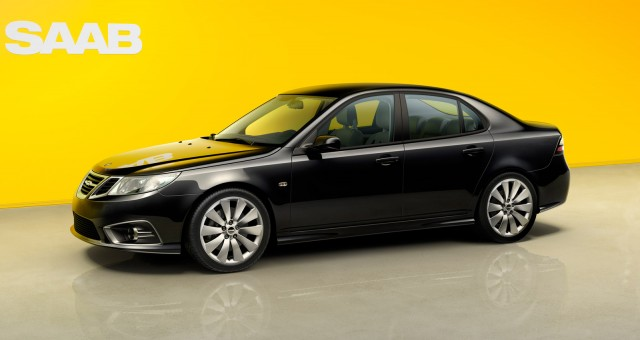
SAAB 9-3
ほとんどの仕様は従来のサーブ・9-3と同じであるが、NEVSがSAABのロゴとグリフィンのエンブレムの使用を許可されなかったため、従来の物とは異なるロゴとエンブレムを使用している。他にも、ブレーキやインジェクターなどがGM製ではないものに変更されているなどの細かな違いがある。
SAAB 9-3 Turbo edition
2014年に開発されたサーブのターボ40周年記念車。2014年から2015年に販売予定だったが、販売は行われなかった。サーブ99やサーブフェニックスをオマージュしたデザインが特徴。2017年に1台がサーブミュージアムに贈られた。
NEVS 9-3 EV
サーブ・9-3の後継車となる電気自動車。1回の充電で、最大300kmを走行可能とされ、スマートフォンアプリを使ったデジタルキーや、スマートフォンによる車両制御など、最新のコネクティビティが搭載される。
Sango
ライドシェア用自動運転車のテストカー。6人乗り。AutoXがソフトウェアを提供している。
Emily GT
NEVSの元サーブエンジニアによって開発された電気自動車。合計で480馬力を発生するインホイールモーターと175kWhのバッテリーを搭載し、0-100km/h加速は3.2秒、航続距離は600マイル(約960km)とされている。
Emily GTO
Emily GTのコンバーチブルバージョン。